# Lobňa
Lobňa (rusky Лобня) je město v Moskevské oblasti v Ruské federaci. Při sčítání lidu v roce 2010 měla přes čtyřiasedmdesát tisíc obyvatel.

## Poloha a doprava
Lobňa leží přibližně třicet kilometrů severně od Moskvy, hlavního města oblasti i celé Ruské federace.
Přibližně dva kilometry jihozápadně od Lobni leží letiště Moskva-Šeremeťjevo, nejrušnější letiště celé Ruské federace. Sama Lobňa je napojena na železniční síť a jezdí přes ni vlaky z moskevského Savjolovského nádraží směrem na Dmitrov.

## Dějiny
Lobňa byla založena v roce 1902 při stavbě železniční tratě z Moskvy směrem na Dubnu a Kimry. Jméno bylo vybráno podle místního potoka, jehož jméno je baltského původu.
V roce 1947 získala Lobňa status sídlo městského typu. Od 18. prosince 1961 je Lobňa městem.

### Rodáci
- Michail Mišustin (* 1966), premiér Ruska
- Ljubov Sobolová (* 1987), politička a právnička